# Thylacoleo carnifex
Thylacoleo carnifex — найбільший відомий австралійський м'ясоїдний ссавець. Можливо полював на іншого представника фауни плейстоцену, гігантського дворізця. Thylacoleo carnifex був одним з перших викопних ссавців Австралії, виявленим незабаром після європейського поселення сюди і першим зі своєї родини. Ймовірно, перші зразки були зібрані на початку 1830-х років у районі Велінгтонської долини майором Томасом Мітчелом. Останні Thylacoleo carnifex жили у пізньому плейстоцені (40000 років тому), він був найбільшим і найостаннішим з родини Thylacoleonidae. Також це єдиний вид з родини для якого був знайдений повний скелет. Етимологія: грец. θύλακος — «сумка», лат. leo — «лев», лат. carnifex — «„м'ясник“»

## Опис
Можливо полював із засідки та їв падло, але мав величезні різальні кутні зуби, великі, зубчасті, собачого типу, верхні різці, горизонтально орієнтовані нижні різці (заміна ікол сучасних Carnivora) і величезний кіготь великого пальця, які міг використовуватись, щоб патрати жертву. Thylacoleo carnifex мав широкий, важкий, короткорилий череп. Пропорції кінцівок свідчать, що цей сумчастий лев був адаптований до бігу, але не швидкого. Пропорції передніх кінцівок аналогічні до кінцівок деяких деревних/стрибучих тварин. Пазуристі лапи, можливо, використовувалися щоб простягати руку і підносити їжу до свого рота. Псевдо-протиставлені великі пальці дозволяють припустити, що Thylacoleo, можливо, були принаймні частково адаптовані для лазіння. Зразки із західної Австралії й Тасманії менші ніж зі східної Австралії. Про статевий диморфізм не повідомляється. Вага Thylacoleo, за оцінками, становила від 90-160 кілограмів. Він був довжиною 1,5 м (довжина голови й тіла) і 75 см заввишки в загривку.
Австралійські археологи знайшли сліди вимерлого виду лева в печері Маргарет-Рівер.

## Раціон
Більшість вчених сьогодні вважають, що Thylacoleo були м'ясоїдними. Їхні зуби видаються явно призначеними для розрізання м'яса, а потужні передпліччя і великі, висувні кігті великих пальців вказують на жорстокого, могутнього хижака. Вивчення черепа і щелепи показало, що форма голови Thylacoleo типова хижакові, схожі на черепи інших м'ясоїдних тварин. Подальші дослідження на його «силу укусу» дійшли висновку, що в Thylacoleo був найпотужніший укус з усіх ссавців-хижаків, живих чи вимерлих, і що він міг би вполювати здобич набагато більшу, ніж він сам (наприклад, напівдорослий дворізець).

## Поведінка
Звичайно, нічого напряму не можна сказати про соціальну поведінку, але в одній із печер було знайдено викопні рештки, що належали трьом Thylacoleo carnifex. Це були самиця, дуже мале дитинча (мабуть, жило в сумці) і дитина-підліток. Майже напевно це була родинна група.